# Lugueros
Lugueros es un pueblo del municipio de Valdelugueros, en la provincia de León, España. Lugueros es la cabeza del municipio, y en él se encuentra el ayuntamiento.
Está situado en el norte de la provincia, en la cordillera Cantábrica, a orillas del río Curueño y al NE de la peña Bodón (1998 m), a 1200 m de altitud, en la ruta que recorre el Curueño para dirigirse al Puerto de la Vegarada.

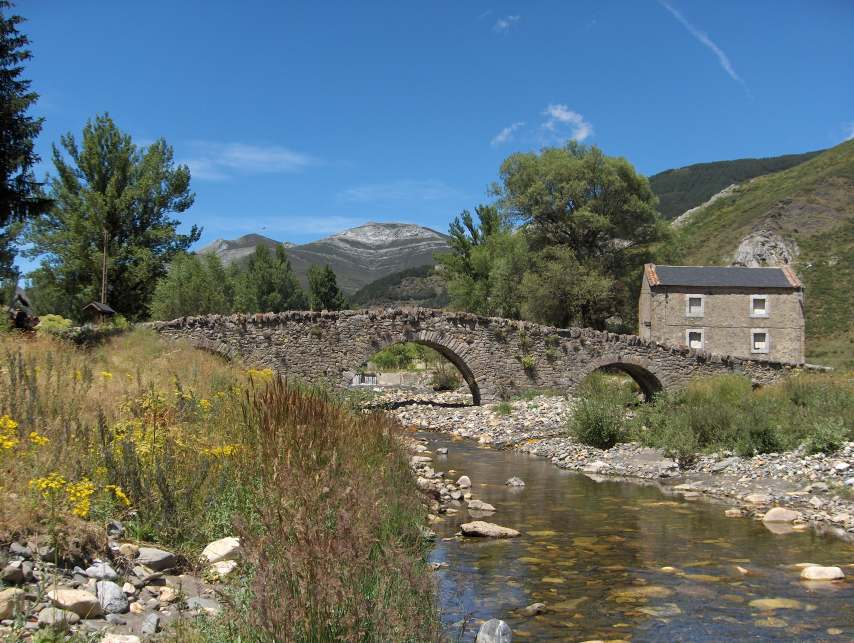
Puente romano/medieval en Lugueros.

## Monumentos
El pueblo se quemó totalmente durante la guerra civil, y posteriormente fue reedificado. La actual iglesia es del siglo XX.
Se conservan dos puentes sobre el Curueño, de traza romana pero con posteriores modificaciones medievales. Uno de ellos está situado en el paraje Los Campos de Lugueros y el otro en el mismo pueblo. Este último tiene tres ojos, y está provisto de tajamares. Han sido restaurados recientemente. Por ellos transitaba una calzada de origen romano, conocida hoy como calzada de la Vegarada (nombre del puerto por el que pasaba a Asturias).
Se conserva en buen uso (aunque cerrado) un molino harinero de tres piedras.

Pendón de Lugueros

## Fiestas
Las fiestas patronales se celebran el día de San Mamés (7 de agosto).

## Personalidades
- Juan González Arintero Teólogo y dominico [2]